# Albert A. Blanc
Albert A. Blanc ( 1850 - 1928, Filadelfia, Pensilvania) fue un empresario semillerista, botánico, e ilustrador estadounidense nacido en Bélgica.
Se especializó en cactáceas, publicando en Hints Cacti, But. Inst. Catalana Hist. Nat., Billotia. 
En 1886 publica Hints on Cacti, el que sería el primer catálogo de ventas de cactus con una guía cultural de cada sp.
Lo que comienza como un hobby, lo expande a todo el mundo, y desarrolla invernáculos para cactus, y es considerado como la persona responsable del comienzo de un comercio importante de cactos, ya en los 1890s. Otros vebdedores se impresionan de la fuerza de venta de sus naif ilustraciones, y rápidamente abasteció al mercado mundial con miles de imágenes ilustradas, tanto de América como de compañías europeas.
- La abreviatura «Blanc» se emplea para indicar a Albert A. Blanc como autoridad en la descripción y clasificación científica de los vegetales.[1]